# Demonax humeratus
Demonax humeratus är en skalbaggsart som beskrevs av Dauber 2003. Demonax humeratus ingår i släktet Demonax och familjen långhorningar. Inga underarter finns listade i Catalogue of Life.